# زهرة الدم الباركرية
زهرة الدم الباركرية (الاسم العلمي: Haemanthus barkerae) هي نوع من النباتات تتبع جنس زهرة الدم من فصيلة النرجسية.